# Dougie Thomson
Douglas Campbell "Dougie" Thomson (pronunciat "doogie") (nascut el 24 de març de 1951) és un músic escocès, nascut a Glasgow i criat a la zona de Rutherglen de la ciutat. És conegut com l'ex baixista del grup de rock progressiu Supertramp.
La carrera musical de Thomson va començar l'agost de 1969, quan es va incorporar a la banda local de Glasgow "The Beings". El setembre del 1971 es va incorporar a The Alan Bown Set, on va treballar breument amb el futur col·lega de Supertramp, John Helliwell. El febrer de 1972, Thomson va fer una audició par Supertramp i va acabar tocant diversos concerts com a music de suport.
El 1973, Thomson es va unir definitivament a Supertramp i va ajudar en la gestió empresarial amb Dave Margereson; també va convèncer que John Helliwell s'unís a la banda.
Thomson va tocar amb Supertramp en tots els seus àlbums més famosos: Crime of the Century, Crisis? What Crisis?, Even in the Quietest Moments, Breakfast in America, Paris, ...Famous Last Words..., Brother Where You Bound i Free as a Bird.
Thomson va ser membre de Supertramp fins que el grup va fer una aturada d'activitat el 1988. Després ja no va tornar perquè entre d'altres motius no estava d'acord que Supertramp toqués les cançons que havia compost Roger Hogdson. Quan Hogdson va marxar del grup l'any 1983 va fer un pacte amb Rick Davies; aquest es quedava amb els drets del nom Supertramp i alhora renunciava a cantar les cançons de Hogdson, que passarien a formar part de la seva carrera en solitari. Aquest pacte finalment no es va acomplir i Supertramp va interpretar les seves cançons en concerts posteriors.
Des d'aleshores s'ha convertit en representant i promotor musical, va fundar la companyia Trinity Publishing i actualment viu a Chicago, Illinois.
Thomson té quatre fills, Laura, James, Kyle i Emma.